# Bacău
Bacău (rumänskt uttal: [baˈkəw] lyssna (fil), tyska: Barchau, ungerska: Bákó) är en stad (municipiu) som utgör residensstad i länet Bacău i sydöstra Rumänien. År 2011 hade Bacău 144 307 invånare. Staden är belägen i den historiska regionen Moldova vid sidan av Karpaterna.
Staden har en flygplats, Bacăus internationella flygplats (Aeroportul Internaţional George Enescu Bacău). Bacăus järnvägsstation (Gara Bacău) är en av de mest trafikerade i Rumänien.